# Roman Misztal
Roman Misztal (ur. 11 maja 1932 w Poczapach, zm. 24 października 2017) – generał dywizji SZ RP, żołnierz wywiadu wojskowego SZ PRL i SZ RP, doktor nauk humanistycznych, szef Zarządu II Sztabu Generalnego WP (1981-1990), dowódca Sił Pokojowych ONZ w Syrii (1991–1994)

## Życiorys
W latach 1938–1939 ukończył dwie klasy szkoły powszechnej w Poczapach. Podczas okupacji uczęszczał do szkoły podstawowej w Złoczowie. Po wojnie zamieszkał wraz z rodziną w Trzebnicy, gdzie rozpoczął naukę w gimnazjum.
- 1950 matura, początek studiów na Wydziale Mechanicznym Politechniki Wrocławskiej
- 1951 powołanie do ludowego Wojska Polskiego i kontynuacja studiów w Wojskowej Akademii Technicznej w Warszawie
- 1953 zostaje członkiem PZPR[2]
- 1954 ukończenie studiów na Fakultecie Lotniczym Wojskowej Akademii Technicznej w Warszawie z dyplomem inżyniera
- 1954–1957 starszy inżynier w Laboratorium Aerodynamiki Katedry Aerodynamiki i Konstrukcji Samolotów Fakultetu Lotniczego
- 1956 ukończenie wieczorowego kursu magisterskiego z dyplomem magistra inżyniera
- 1957–1958 starszy pomocnik kierownika sekcji wydziału operacyjno-szkoleniowego Zarządu II Sztabu Generalnego WP
- 1958–1959 starszy pomocnik szefa wydziału Oddziału III Zarządu II Sztabu Generalnego WP
- 1959–1961 oficer do zleceń attachatu wojskowego PRL przy Ambasadzie PRL w Dystrykcie Kolumbia, zdekonspirowany i wydalony ze Stanów Zjednoczonych[3]
- 1961–1962 kierownik sekcji wydziału operacyjno-szkoleniowego Zarządu II Sztabu Generalnego WP
- 1962–1965 starszy pomocnik szefa wydziału I w Oddziale V Zarządu II Sztabu Generalnego WP
- 1965–1966 szef Wydziału I w Oddziale V Zarządu II Sztabu Generalnego WP
- 1969–1972 Attaché wojskowy, morski i lotniczy Ambasady PRL w Ottawie
- 1973–1976 szef Oddziału XII Zarządu II Sztabu Generalnego WP (przygotowanie żołnierzy WP do udziału w misjach pokojowych ONZ w Egipce i Korei)
- 1975 - kurs specjalistyczny w Akademii Dyplomatycznej ZSRR[4]
- 1976 doktorat w dziedzinie nauk humanistycznych w Wojskowej Akademii Politycznej im. Feliksa Dzierżyńskiego
- 1976–1979 starszy inspektor Zarządu II Sztabu Generalnego WP
- 1979–1981 zastępca szefa Zarządu II Sztabu Generalnego WP
- 1981–1990 szef Zarządu II Sztabu Generalnego WP
- 1982 - Kurs Operacyjno-Strategiczny dla kierowniczej kadry WP w Akademii Sztabu Generalnego Sił Zbrojnych ZSRR im. marszałka Klimienta Woroszyłowa w Moskwie[5]
- 1989–1991 zastępca szefa Sztabu Generalnego WP do spraw systemów kierowania
- wrzesień 1991 – listopad 1994 dowódca Sił Pokojowych ONZ w Syrii
- 1994–1995 - dowódca Misji Obserwatorów Wojskowych ONZ w Tadżykistanie (powołany przez Sekretarza Generalnego ONZ)
- 12 lipca 1995 zakończenie zawodowej służby wojskowej i przejście w stan spoczynku
- W 1996 – jeden z inicjatorów powołania Klubu Generałów WP, w latach 1997–1999 zastępca Prezesa Klubu, a od 19 marca 2001 (po śmierci gen. dyw. Mieczysława Dębickiego) do września 2001 – pełniący obowiązki prezesa, następnie do 10 września 2007 – członek Rady Klubu.

Został pochowany na Cmentarzu Wojskowym na Powązkach (kwatera BII-1-7).

## Awanse
- chorąży, podporucznik, porucznik – w trakcie studiów w WAT (1951–1954)
- kapitan – 1954
- major – 1959
- podpułkownik – 1965
- pułkownik – 1974
- generał brygady – 30 września 1982 (akt nominacyjny wręczył mu 11 października 1982 w Belwederze przewodniczący Rady Państwa PRL prof. Henryk Jabłoński)
- generał dywizji – 5 listopada 1991 (akt nominacyjny wręczył mu 11 listopada 1991 w Belwederze prezydent RP Lech Wałęsa)

## Życie prywatne
Był synem Edmunda i Marii z Kilarskich. Mieszkał w Warszawie. Był żonaty z dr nauk medycznych Stanisławą Misztal (1934–1991). Małżeństwo miało syna i dwie córki.

## Ordery i odznaczenia
- Krzyż Komandorski Orderu Odrodzenia Polski (1984)
- Krzyż Kawalerski Orderu Odrodzenia Polski (1976)
- Złoty Krzyż Zasługi (1966)
- Złoty Medal „Siły Zbrojne w Służbie Ojczyzny” (1975)
- Srebrny Medal Siły Zbrojne w Służbie Ojczyzny
- Brązowy Medal Siły Zbrojne w Służbie Ojczyzny
- Złoty Medal Za zasługi dla obronności kraju (1977)
- Srebrny Medal Za zasługi dla obronności kraju
- Brązowy Medal Za zasługi dla obronności kraju
- Medal W Służbie Pokoju (ONZ, dwukrotnie – 1983 i 1992)
- Medal „Za umacnianie braterstwa broni” (ZSRR, 1980)
- Medal jubileuszowy „60 lat Sił Zbrojnych ZSRR” (ZSRR, 1979)[9]

I inne.